# Willy Borberg
Willy Borberg (* 2. Dezember 1901 in Solingen; † 13. Juli 1966 in North Tarrytown, New York) war ein deutsch-US-amerikanischer Ingenieur, der vor allem auf dem Gebiet der Entwicklung von Filmprojektoren tätig war.

## Leben
Willy Borberg studierte Elektrotechnik am Polytechnischen Institut in Freiburg. 1929 wanderte er in die Vereinigten Staaten aus und trat noch im gleichen Jahr eine Stelle bei der International Projector Corporation in New York an, einem Produzenten von Filmprojektoren und Zubehör. Während seiner Tätigkeit für das Unternehmen entwickelte er den Tonkopf für das 35mm-Four-Star-Simplex-Sound-System, das 1938 von der National Theatre Supply Company auf den Markt gebracht wurde.
Später entwarf Borberg eine Aufwickelvorrichtung für den Simplex Projector. Diese brachte ihm 1950 eine lobende Erwähnung der Academy of Motion Picture Arts and Sciences ein. Bei der Oscarverleihung 1959 wurde er mit dem Oscar für technische Verdienste ausgezeichnet. Damit wurde seine Entwicklung eines intermittierend wirkenden Hochgeschwindigkeits-Filmantriebs für den Simplex XL Projector (35 mm) gewürdigt. Zu dieser Zeit arbeitete er für General Precision Laboratory Inc (später General Precision Inc bzw. General Precision Equipment Corp).
Borberg war Mitglied der Society of Motion Picture and Television Engineers und engagierte sich unter anderem in verschiedenen Komitees der Organisation. Er galt als Experte für Filmprojektoren und publizierte eine Reihe von wissenschaftlichen und technischen Beiträgen zu dem Thema. Er meldete auch einige Patente an.
Borberg lebte in Astoria, North White Plains und zuletzt in Briarcliff Manor. 1942 erhielt er die Staatsbürgerschaft der Vereinigten Staaten. Er starb 1966 mit 64 Jahren im Phelps Memorial Hospital in North Tarrytown. Er hinterließ seine Ehefrau Pia geb. Bader, eine Tochter, einen Sohn und einen in Deutschland lebenden Bruder.